# جيفرسون ديفيس
جيفرسون فينيس ديفيس (بالإنجليزية: Jefferson Dave) (3 يونيو 1808 – 6 ديسمبر 1889) هو سياسي أمريكي كان الرئيس الوحيد للولايات الكونفدرالية من عام 1861 إلى عام 1865. كان عضوا في الحزب الديمقراطي ومثل ولاية ميسيسيبي في مجلسي الشيوخ والنواب قبل أن يصبح رئيسًا للاتحاد الكونفدرالي. كما كان وزير الحرب الأمريكي الثالث والعشرين، حيث خدم في عهد الرئيس الأمريكي فرانكلين بيرس من عام 1853 إلى 1857.
وُلد ديفيس في فيرفيو، كنتاكي وهو ابن مزارع ميسور الحال، ونشأ في مزارع القطن الكبيرة التي يملكها شقيقه الأكبر جوزيف في ميسيسيبي ولويزيانا. كما أمن جوزيف ديفيس تعيين أخيه في الأكاديمية العسكرية الأمريكية. خدم جيفرسون ديفيس بعد تخرجه لست سنوات كملازم في جيش الولايات المتحدة. وقاتل في الحرب المكسيكية الأمريكية (1846-1848) كعقيد فوج متطوع. كان يشغل مزرعة كبيرة للقطن في ولاية ميسيسيبي قبل الحرب الأهلية الأمريكية وكان يملك 74 عبيدًا. ورغم من أنه عارض الانفصال في عام 1858،  إلا أنه رأى أن الولايات تمتلك حقا لا نزاع فيه لمغادرة الاتحاد.
توفيت زوجة دافيس الأولى، سارة نوكس تايلور، بالملاريا بعد ثلاثة أشهر من زواجهما، كما عانى من حمى متكررة من هذا المرض، وكان معتلا لأغلب سنوات حياته. تزوج ديفيس مرة أخرى في سن السادسة والثلاثين من فارينا هاويل البالغة من العمر 18 عاماً، وهي من مواليد مدينة ناتشيز بولاية ميسيسيبي وتلقت تعليمها في فيلادلفيا وكان لها أقارب في الشمال. أنجب الزوجان ستة أطفال. وعاش فقط منهم من بعده، وتزوج واحد فقط وأنجب أطفال.
يعزو العديد من المؤرخين بعض نقاط ضعف الكونفدرالية إلى سوء قيادة ديفيس. ومن العوامل التي وقفت ضده انشغاله بالتفاصيل وتردده في تفويض المسئولية ونقص شعبيته بين الناس ونزاعه مع حكام الولايات والجنرالات ومحسوبيته تجاه أصدقائه القدامى وعدم توافقه مع من اختلفوا معه وإهماله الأمور المدنية لصالح العسكرية ومقاومته للرأي العام. يتفق المؤرخون على أنه لم يكن بمثل فاعلية من نظيره أبراهام لينكون. بعد القبض على ديفيس في عام 1865 واتهم بالخيانة وسجن في فورت مونرو. لم يُحاكم مطلقا وتم الإفراج عنه بعد عامين. لم يتعرض ديفيس للإهانة بعد الحرب، إلا أن المتعاطفين مع الكونفدرالية السابقة مالوا أكثر للجنرال روبرت إدوارد لي. كتب ديفيس مذكرات بعنوان «صعود وسقوط الحكومة الكونفدرالية»، وأكملها في عام 1881. بدأ ديفيس بالتشجيع على المصالحة بحلول أواخر الثمانينيات من القرن التاسع عشر، وطالب الجنوبيين بموالاة الاتحاد. قدّر الكونفدراليون السابقون دوره في الحرب، واعتبروه وطنيا جنوبيا، وأصبح بطلا لما عرف باسم «القضية المفقودة» في الجنوب ما بعد عصر إعادة الإعمار.

## خلفية عن مولده وأسرته
وُلد جيفرسون فينيس ديفيس في منزل العائلة في فيرفيو، كنتاكي، في 3 يونيو عام 1808. كان يقول أحيانًا أنه وُلد عام 1807. كان ديفيس أصغر الأولاد العشرة الذين وُلدوا لجين (اسمها الأصلي كوك) وصمويل إيموري ديفيس؛ كان أخوه الأكبر جوزيف إيموري ديفيس أكبر منه بنحو 23 عامًا. سمي على اسم الرئيس الأمريكي آنذاك، توماس جفرسون، الذي كان والده معجبًا به. في أوائل القرن العشرين، أُنشئ موقع جيفيرسون ديفيز التاريخي الحكومي بالقرب من موقع ولادة ديفيس. من قبيل الصدفة، ولد أبراهام لينكون في هودغنفيل، كنتاكي، بعد ثمانية أشهر فقط، على بعد أقل من 100 ميل (160 كم) إلى الشمال الشرقي من فيرفيو.
وُلد جدا ديفيس من جهة والده في منطقة سنودونيا في شمال ويلز، وهاجرا بشكل منفصل إلى أمريكا الشمالية في أوائل القرن الثامن عشر. كان جداه من جهة والدته إنجليزيين. بعد وصوله في البداية إلى فيلادلفيا، استقر جد ديفيس (من جهة والده) إيفان في مستعمرة جورجيا، التي بُنيت بشكل رئيسي على طول الساحل. تزوج من الأرملة ليديا إيموري ويليامز، التي أنجبت ولدين من زواجها السابق، ووُلد ابنهما صمويل إيموري ديفيس في عام 1756. خدم في الجيش القاري خلال الحرب الثورية الأمريكية (حرب الاستقلال الأمريكية)، إلى جانب اثنين من أشقائه غير الشقيقين الأكبر سنًا. في عام 1783، بعد الحرب، تزوج من جين كوك. ولدت في عام 1759 لوليم كوك وزوجته سارة سيمبسون في ما يسمى الآن مقاطعة كرستشيان، كنتاكي. في عام 1793، انتقلت عائلة ديفيس إلى ولاية كنتاكي، لتأسيس مجتمع اسمه «ديفيسبورغ» على الحدود بين مقاطعتي كرستشيان وتود. تغير اسمها في النهاية إلى فيرفيو.

## بداية مهنتة العسكرية
رتب جوزيف لديفيز موعدًا لحضور الأكاديمية العسكرية الأمريكية (ويست بوينت) ابتداءً من أواخر عام 1824. أثناء تواجده هناك، وضع رهن الإقامة الجبرية في منزله لدوره في حادثة شغب الإيغنوغ (شراب البيض) خلال فترة عيد الميلاد في عام 1826. هرّب الطلاب العسكريون الويسكي إلى الأكاديمية لصنع شراب البيض، وشارك أكثر من ثلث الطلاب في الحادثة. في يونيو عام 1828، تخرج ديفيس في المرتبة 23 في فصل مؤلف من 33 طالب.
بعد التخرج، تعين الملازم الثاني ديفيس في فوج المشاة الأول وتمركز في حصن كراوفورد، برايري دو شين، إقليم ميشيغان. كان زكاري تايلور، رئيس الولايات المتحدة لاحقًا، قد تولى القيادة قبل وصول ديفيز في بدايات عام 1829. في مارس عام 1832، عاد ديفيس إلى ميسيسيبي في إجازة، لأنه لم يكن قد أخد إجازة منذ وصوله إلى حصن كراوفورد. كان ما زال في ولاية مسيسيبي خلال حرب بلاك هوك لكنه عاد إلى الحصن في أغسطس. في ختام الحرب، كلفه العقيد تايلور بمرافقة بلاك هوك إلى السجن. بذل ديفيس جهدًا لحماية بلاك هوك من الفضوليين، وأشار الرئيس في سيرته الذاتية إلى أن ديفيس عامله «بلطف شديد» وأظهر تعاطفًا مع وضعه كقائد سجين.

## انتخابه للكونغرس
خلال هذا الوقت، أُقنع ديفيس بأن يترشح لمجلس النواب الأمريكي وبدأ يجمع الأصوات في الانتخابات. في أوائل أكتوبر عام 1845، سافر إلى وودفيل لإلقاء خطاب. وصل قبل الموعد بيوم لزيارة والدته هناك، ليكتشف أنها ماتت في اليوم السابق. بعد الجنازة، سافر 40 ميلًا (64 كم) إلى ناتشيز لتوصيل الأخبار، ثم عاد إلى وودفيل مرة أخرى لإلقاء خطابه. فاز في الانتخابات ودخل المؤتمر التاسع والعشرين.

## الحرب المكسيكية الأمريكية
في عام 1846 بدأت الحرب المكسيكية الأمريكية. جمع ديفيز فوجًا من المتطوعين، بنادق المسيسيبي، ليصبح عقيدًا لهم بأمرٍ من والد زوجته السابقة، الجنرال زكاري تايلور. في 21 يوليو، أبحر الفوج من نيو أورليانز إلى تكساس. سعى العقيد ديفيس إلى تسليح فوجه ببندقية ميسيسيبي M1841. في هذا الوقت، كانت المسكيت ذات السبطانة الملساء سلاح المشاة الرئيسي، وكانت أي وحدة تحمل بنادق تُعتبر مميزة وتُصنف على هذا النحو. وكان الرئيس جيمس ك. بوك قد وعد ديفيز بالأسلحة إن بقي في الكونغرس لفترة كافية لإجراء تصويت مهم على رسوم ووكر الجمركية. اعترض الجنرال وينفيلد سكوت على أن الأسلحة لم تخضع للاختبار بشكل كافٍ. أصر ديفيس وأبقى على اتفاقه مع بوك، وسُلح فوجه بالبنادق، ما جعله شديد القوة في القتال. أصبح الفوج يعرف باسم بنادق مسيسيبي لأنه كان أول من تسلح بالكامل بهذه الأسلحة الجديدة. كانت هذه الحادثة بداية لخلاف دائم مدى الحياة بين ديفيس وسكوت.
في سبتمبر عام 1846، شارك ديفيس في معركة مونتيري، وقاد خلالها هجومًا ناجحًا على قلعة لا تينيريا. في 28 أكتوبر، استقال ديفيس من منصبه في مجلس النواب. في 22 فبراير عام 1847، حارب ديفيس بشجاعة في معركة بوينا فيستا وأُصيب بطلق ناري في قدمه، وحمله روبرت إتش تشيلتون إلى بر الأمان. تقديرًا لشجاعة ديفيس ومبادرته، قال تايلور: «كانت ابنتي، يا سيدي، أفضل مني في الحكم على الرجال». في 17 مايو، عرض الرئيس بوك على ديفيس لجنة فدرالية كعميد وقائد لواء من الميليشيات. رفض ديفيز المنصب، بحجة أن الدستور هو من يمنح سلطة تعيين ضباط الميليشيات في الولايات، وليس الحكومة الفيدرالية.

## عضو مجلس الشيوخ
تكريمًا لخدمة ديفيز الحربية، عينه حاكم ولاية مسيسيبي ألبرت جي. براون في المنصب الشاغر للسيناتور الأمريكي جيسي سبيت، وهو ديمقراطي توفي في 1 مايو عام 1847. وشغل ديفيس، وهو ديمقراطي أيضًا، مقعده المؤقت في 5 ديسمبر، وفي يناير عام 1848 انتُخب من قبل الهيئة التشريعية لخدمة السنتين المتبقيتين للمنصب. في ديسمبر، أثناء كونغرس الولايات المتحدة الثلاثين، أصبح ديفيز بمثابة الوصي على مؤسسة سميثسونيان وبدأ العمل في لجنة الشؤون العسكرية ولجنة المكتبة.
في عام 1848، اقترح السناتور ديفيس وقدم تعديلًا على معاهدة غوادالوبي هيدالغو التي كانت ستضم معظم شمال شرق المكسيك، لكنها فشلت في التصويت ب 11 صوتًا مقابل 44 صوتًا. أراد الجنوبيون زيادة الأراضي التي عقدت في المكسيك كمنطقة لتوسيع العبودية. فيما يتعلق بكوبا، أعلن ديفيس أنها «يجب أن تكون ملكنا» «بغرض زيادة عدد الدوائر الانتخابية للرقيق». كان قلقًا أيضًا من التبعات الأمنية لوجود تمركز إسباني قريب نسبيًا من ساحل فلوريدا.

## وصلات خارجية
- مقالات تستعمل روابط فنية بلا صلة مع ويكي بيانات
- خريطة لطريق جيفيرسون ديفيس التذكاري السريع